# Epizeuxis intensalis
Epizeuxis intensalis är en fjärilsart som beskrevs av Smith 1908. Epizeuxis intensalis ingår i släktet Epizeuxis och familjen nattflyn. Inga underarter finns listade i Catalogue of Life.